# Wildsworth
Wildsworth – wieś i civil parish w Anglii, w Lincolnshire, w dystrykcie West Lindsey. W 2001 civil parish liczyła 51 mieszkańców.